# آركتورس ثربيوتكس
آركتورس ثربيوتكس (بالإنجليزية: Arcturus Therapeutics)‏ ويُشار إليها اختصارًا باسم: آركتورس؛ شركة صناعة أدوية أمريكية، يرتكز نطاق عملها على اكتشاف وتطوير وتسويق علاجات الأمراض النادرة والأمراض المعدية. تأسست في عام 2013 من قبل كل من «جوزيف بَين» (بالإنجليزية: Joseph Payne)‏ و«باد تشيفوكولا» (بالإنجليزية: Pad Chivukula)‏. يقع مقر الشركة في مدينة سان دييغو جنوبي ولاية كاليفورنيا في الولايات المتحدة. طوّرت الشركة منصة تختص بالحمض النووي الريبوزي المعدّل، الفعّال والآمن، أطلقت عليها اسم «لونار» (بالإنجليزية: LUNAR)‏، لإنتاج جزئيات دهنية تشكل آليات ناقلة لتوصيل الدواء، حيث تعبأ بمادة مرسال لقاحات الحمض النووي، متضمنة كذلك الرنا المتداخل الصغير، الرنا المرسال، الحمض النووي ذي الاتجاه العكسي من قليلات النيوكليوتيد والرنا الميكروي.
لدى الشركة مجموعة من ثمانية علاجات طُوّرت بناءً على تقنية الحمض النووي الريبوزي المرسال، إضافة إلى لقاحين قيد التطوير بذات التقنية، أحدهما خاص بمرض فيروس كورونا، يُعرف باسم: آركت-021.